# Lilli Tulenheimo

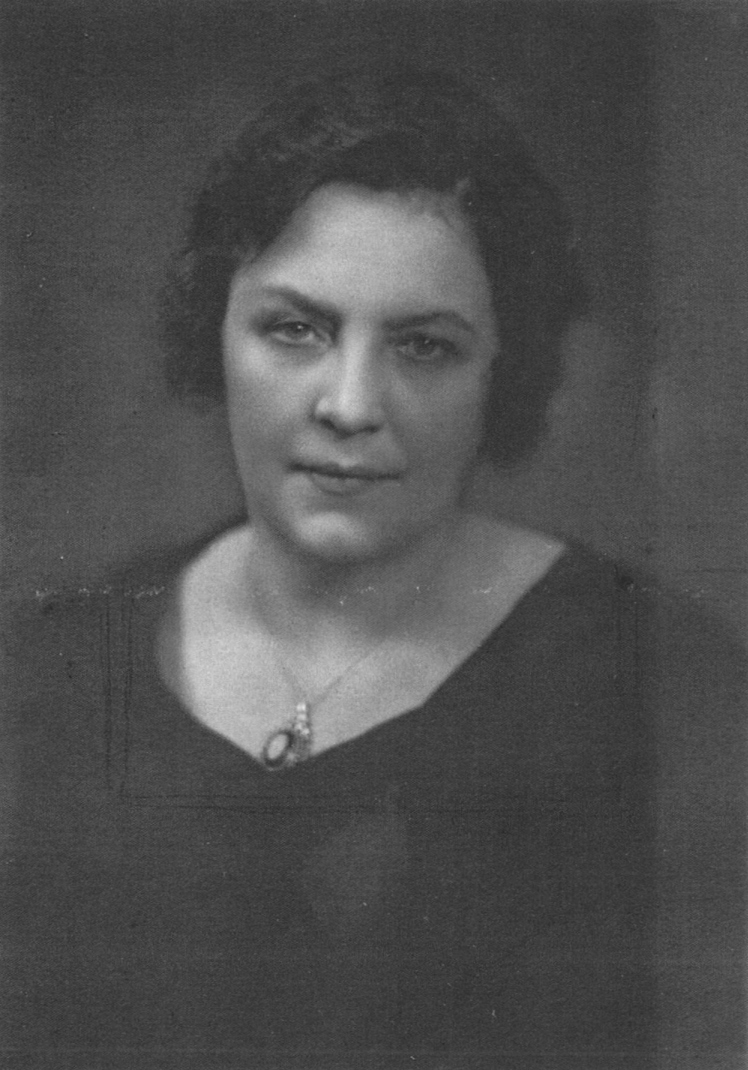
Lilli Tulenheimo.

 Lilli Maria Tulenheimo, född Horsma 26 juni 1880 i Helsingfors, död 10 december 1958 i Helsingfors, var en finländsk skådespelare.
Tulenheimo var dotter till byggmästaren John Högdahl och Amanda Apollonia Pastell. I familjen föddes tre inom teatern framgångsrika döttrar, vid sidan om Lilli var de övriga Arna Högdahl och Päivi Horsma. 1898 blev Tulenheimo elev vid Finlands nationalteater, där hon upptäcktes och engagerades av Kaarlo Bergholm. Hon stannade vid teatern fram till 1927. Efter flickskolan studerade Tulenheimo vid konservatoriet i Wien och gjorde 1902–1922 studieresor till Ungern, Tyskland, Österrike, Danmark, Frankrike och Sverige.
Tulenheimo var gift med Finlands statsminister Antti Tulenheimo och tilldelades 1948 Pro Finlandia-medaljen.